# Quan hệ Singapore – Việt Nam
Quan hệ Việt Nam-Singapore đề cập đến mối quan hệ song phương giữa Cộng hòa Singapore và Cộng hòa Xã hội Chủ nghĩa Việt Nam. Singapore và Việt Nam bắt đầu quan hệ thương mại trong thế kỷ 19. Do có chính sách chống cộng của Singapore, Singapore đã ủng hộ Việt Nam Cộng hòa trước khi Việt Nam thống nhất đất nước. Singapore cũng bắt đầu quan hệ ngoại giao chính thức với Bắc Việt Nam vào ngày 1 tháng 8 năm 1973. Sau khi Việt Nam thống nhất, Singapore bắt đầu để cải thiện quan hệ với nước Cộng hoà xã hội chủ nghĩa Việt Nam. Các mối quan hệ đã trở nên tồi tệ trong cuộc chiến tranh Campuchia-Việt Nam, nhưng nay đã hồi sinh.
Singapore và Việt Nam giữ mối quan hệ song phương tuyệt vời và đa diện, và cả hai nước là thành viên của Hiệp hội các quốc gia Đông Nam Á.

## Lịch sử
Singapore bắt đầu mối quan hệ thương mại với Việt Nam trong thế kỷ 19, một số tàu Việt Nam tái xuất và bán sản phẩm tại Singapore. 
Hồ Chí Minh, Chủ tịch đầu tiên của nước Việt Nam Dân Chủ Cộng Hòa, sống tại Singapore sau khi được chính quyền Hồng Kông phóng thích. Tuy nhiên, ông đã bị lực lượng Cảnh sát Singapore bắt vào năm 1932 và bị trục xuất sang Hồng Kông. Trong tháng 12 năm 1941, Nhật Bản đã tấn công Singapore bằng cách sử dụng các căn cứ quân sự ở Việt Nam, thực hiện chiếm đóng của Nhật Bản Singapore. Sau khi Chiến tranh thế giới thứ hai, Pháp sử dụng Singapore như một nơi trung chuyển để phái quân và thiết bị để đàn áp các phong trào độc lập của Việt Nam.
Sau năm 1954, Việt Nam bị chia thành 2 phần, phần phía bắc thuộc về Việt Nam Dân chủ Cộng hòa đi theo chủ nghĩa xã hội, trong khi phần phía nam thuộc Việt Nam Cộng Hòa, đi theo chủ nghĩa tư bản. Trong những ngày đầu tiên, Singapore thực hiện chính sách chống cộng, khiến cho cho Chính phủ Singapore ủng hộ Việt Nam Cộng hòa. Khi Singapore giành được độc lập từ Malaysia vào năm 1965, Việt Nam Cộng hòa đã trở thành một trong những quốc gia sớm nhất châu Á công nhận Singapore và thiết lập quan hệ ngoại giao với Singapore.
Ngày 01 tháng 8 năm 1973, Singapore thiết lập quan hệ ngoại giao với Bắc Việt Nam. Năm 1975, sự kiện 30 tháng 4 đánh dấu sự thống nhất của Việt Nam. Singapore bắt đầu cải thiện quan hệ với nước Cộng hoà xã hội chủ nghĩa Việt Nam. Trong tháng 10 năm 1978, Phạm Văn Đồng, Thủ tướng Việt Nam, đã tới thăm Singapore và trở thành Thủ tướng đầu tiên của Việt Nam đến thăm Singapore sau khi thống nhất đất nước.
Trong tháng 12 năm 1978, Việt Nam quyết định đưa quân tới Campuchia để lật đổ chính quyền Polpot, dẫn đến sự bùng nổ của chiến tranh Campuchia-Việt Nam. Singapore ủng hộ lực lượng của Khmer Đỏ và Polpot chống lại Việt Nam ở Campuchia và tổ chức một chiến dịch quốc tế lên án Việt Nam. Singapore cũng không công nhận Cộng hòa Nhân dân Campuchia. Mối quan hệ giữa hai quốc gia trở nên bình thường sau khi quân đội Việt rút khỏi Campuchia vào năm 1990 và Việt Nam gia nhập Hiệp hội các quốc gia Đông Nam Á vào năm 1995. Lãnh đạo của Singapore và Việt Nam gặp gỡ thường xuyên. Năm 2004, Phan Văn Khải, Thủ tướng Việt Nam đã viếng thăm Singapore và ký kết Tuyên bố chung Khung hợp tác toàn diện trong thế kỷ 21 '. Năm 2013, Lý Hiển Long, Thủ tướng Singapore, đã viếng thăm Việt Nam và thiết lập quan hệ đối tác chiến lược với Việt Nam. Năm 2015, Nguyễn Tấn Dũng, Thủ tướng Việt Nam, đã tham dự tang lễ Lý Quang Diệu, cựu Thủ tướng và Bộ trưởng cao cấp Singapore và dự lễ kỷ niệm 50 năm quốc khánh Singapore.

## Quan hệ thương mại
Theo số liệu từ Cơ quan The Observatory of Economic Complexity (Giám sát đa dạng kinh tế), trong năm 1990, giá trị xuất khẩu từ Singapore sang Việt Nam là khoảng 1 triệu đô la Mỹ, và con số này tăng lên đến 8 tỷ đô la Mỹ trong năm 2008. Mặc dù sau đó đã giảm sút, giá trị xuất khẩu còn khoảng 4 tỷ đô la Mỹ. Xăng dầu đã tinh chế là sản phẩm chính mà Singapore xuất khẩu sang Việt Nam.
Trong thập niên 1990, giá trị xuất khẩu từ Việt Nam sang Singapore là khoảng 400 triệu USD. Con số này tăng lên đến 2,4 tỷ USD năm 2008, sau đó giảm xuống còn 1,6 tỷ USD trong năm 2012, sau đó nó tăng trở lại vào năm 2013. Dầu thô là sản phẩm chính mà Việt Nam xuất khẩu sang Singapore.
Ngày 5 tháng 5 năm 1993, Ủy ban Hợp tác Việt Nam-Singapore được thành lập. Ngày 6 tháng 12 năm 2005, Bộ Thương mại và Công nghiệp Singapore và Bộ Công nghiệp Thương Việt Nam đã ký kết khung hợp tác về Kết nối Việt Nam-Singapore tại Singapore bao gồm 6 lĩnh vực như tài chính, đầu tư, thương mại và dịch vụ, giao thông vận tải, thông tin và công nghệ viễn thông, giáo dục và đào tạo. Hợp tác khung có hiệu lực từ ngày 23 tháng 1 năm 2006. Năm 2014, Singapore là nhà đầu tư nước ngoài lớn thứ ba của Việt Nam, với tổng mức vốn đầu tư là 32,7 tỷ USD và đóng góp tới 1.300 dự án. Bình Dương, Hải Phòng, Bắc Ninh, Quảng Ngãi, Hải Dương và Nghệ An có các khu công nghiệp Việt Nam-Singapore.
Ngày 13 tháng 9 năm 2013, Lim Hng Kiang, Bộ trưởng Thương mại và Công nghiệp Singapore và Bùi Quang Vinh, Bộ trưởng Bộ Kế hoạch và Đầu tư của Việt Nam, tổ Hội nghị kết nối Singapore-Việt Nam lần thứ 9 tại Thành phố Hồ Chí Minh.

## Quan hệ văn hóa
Kể từ năm 1992, 16.000 cán bộ Việt Nam nhận được đào tạo của Chương trình Hợp tác Singapore, bao gồm cả y tế, môi trường, tài chính, thương mại, năng suất, quản lý công cộng và đào tạo tiếng Anh. Năm 2002, Trung tâm Đào tạo Việt Nam-Singapore được thành lập tại Hà Nội.
Bộ Giáo dục Singapore cấp học bổng cho sinh viên Việt Nam có hoàn thành việc học trường trung học cơ sở của họ và có khả năng sử dụng tốt tiếng Anh và các hoạt động ngoại khóa.

## Đại sứ quán, lãnh sự quán
- Tại Việt Nam:
- Hà Nội (Đại sứ quán)
- Thành phố Hồ Chí Minh (Lãnh sự quán)

- Tại Singapore:
- Singapore (Đại sứ quán)